# Clemenceau (R98)
El Clemenceau (R98) fue un portaviones francés de la clase del mismo nombre. El otro único buque de la clase Clemenceau fue el Foch (R 99). Ambos buques fueron los primeros portaviones de Francia en haber sido construidos y completados después de haber sido diseñados como tales desde el principio (el Clemenceau en 1957 y el Foch en 1959). Años antes los primeros portaviones de Francia en ser concebidos como tales habían sido los de la clase Joffre, el Joffre y el Painlevé, cuyas quillas fueron puestas en grada respectivamente en 1938 y 1939, pero la construcción de ambos tuvo que ser abandonada cuando Alemania invadió Francia en 1940. Fue pues, durante la segunda mitad del siglo XX, cuando Francia pudo dotarse de portaviones de concepción original.
El Clemenceau fue dado de baja en 1998 y desguazado en 2006. En cambio el Foch fue vendido en el año 2000 a la Armada de Brasil, quien lo rebautizó como São Paulo (A-12).

## Historial
El Clemenceau fue construido por los astilleros Chantiers Atlantique en St. Nazaire y completado en Brest. Su quilla fue puesta en grada en 1955, siendo botado el 21 de diciembre de 1957 y, cuando estaba completado hasta la cubierta de hangares, fue enviado a Brest para su terminación. 
Terminado el 22 de noviembre de 1961, tuvo una modernización en 1978 en la que se le dio capacidad para operar con aviones Super Etendard y armas nucleares. Posteriormente se le incorporaron nuevos sistemas defensivos, se mejoraron los ascensores, catapultas y calderas. Además se le retiraron los cañones de 100 mm entre 1985 y 1986.

## Misiones
- 1974 Independencia de Yibuti, en el océano Índico.
- 1982-1984 Guerra civil en el Líbano rotando con el Foch dando cobertura aérea a las fuerzas de paz francesas.
- 1987-1988 Operación Prométhée. El buque recibió órdenes de situarse frente a Orán, para proteger el tráfico mercante francés en el golfo Pérsico de las lanchas rápidas iraníes durante la Guerra Irán-Irak. Llegó al área el 15 de agosto. Un P-3 Orión fue interceptado por los F-8 Crusader del Clemenceau.
- 1990 El buque escoltado por el Colbert y el Var, transportó 40 helicópteros (SA-341F/ -342 Gazelles, SA-330 Pumas), tres Br-1050 Alizés y camiones a Irak durante la operación tormenta del desierto.
- 1993-1996 Participó en operaciones de combate en protegiendo a tropas de las Naciones Unidas en la Antigua Yugoslavia.

## Polémica
Tras 35 años de servicio, fue dado de baja y desarmado en Francia a partir de 1998. Partió el 31 de diciembre de 2005 con destino al astillero de Alang, en el noroeste de la India, para ser desguazado. Las protestas de diversos grupos ante la gran cantidad de amianto y asbesto que contiene el buque hicieron que el tribunal supremo de la India, prohibiera su entrada al puerto, y que finalmente, Jacques Chirac diera la orden de que retornara a Francia,  para ser desguazado, a donde llegó el 18 de mayo de 2006. En julio de 2008, se decidió que finalmente, sería desguazado en Gran Bretaña.

## Trivialidades
- La canción Les trois matelots, de Renaud, hace numerosas alusiones al Clemenceau.
- Fue protagonista de un anuncio comercial de televisión muy recordado en Francia, donde en 1985 un Citroën Visa GTI, era lanzado en una carrera desde el Clemenceau contra un Dassault-Breguet Super Étendard; que continuaba hasta el final del portaaviones con el pequeño automóvil siguiendo el paso del avión antes de caer al agua, aunque segundos después emerge sobre la cubierta de un submarino.